# Mały podatnik
Mały podatnik – w rozumieniu ustawy o podatku od towarów i usług jest podatnikiem, u którego wartość sprzedaży (wraz z kwotą podatku) nie przekroczyła w poprzednim roku podatkowym wyrażonej w złotych kwoty odpowiadającej równowartości 1 200 000 euro (od stycznia 2009).
Limity dla małych podatników w PIT i CIT od 2020 roku wynoszą 2 mln euro, przy czym powstałą z przeliczenia kwotę zaokrągla się zawsze do 1 tys. zł. Do przeliczania limitów podanych w  określonych przepisach prawnych wykorzystuje się średni kurs euro ogłoszony 1 października poprzedniego roku.
W przypadku podatnika prowadzącego przedsiębiorstwo maklerskie, zarządzającego funduszami powierniczymi, będącego agentem lub inną osobą prowadzącą usługi o podobnym charakterze, z wyjątkiem komisu, kwota prowizji nie przekroczyła 45 000 euro.
Mały podatnik może wybrać metodę kasową rozliczania VAT i składać kwartalne, zamiast miesięcznych, deklaracje podatkowe.